# Регіональне планування
Регіональне планування — особливий напрямок планування, метод обліку та реалізації регіональної політики при розробці планів соціально-економічного розвитку.